# Комаров, Владимир Григорьевич
Владимир Григорьевич Комаров (род. 1 июля 1925 года, Москва — дата смерти неизвестна, Москва) — cлесарь-сборщик Московского станкостроительного завода имени Серго Орджоникидзе Министерства станкостроительной и инструментальной промышленности СССР. Герой Социалистического Труда (1971).
После срочной службы в Советской Армии работал слесарем-сборщиком на Московском станкостроительном заводе. Неоднократно занимал передовые места в заводском социалистическом соревновании. За выдающиеся трудовые достижения по итогам Семилетки (1959—1965) награждён в 1966 году Орденом «Знак Почёта».
Досрочно выполнил личные социалистические обязательства и плановые производственные задания Восьмой пятилетки (1965—1970). Указом Президиума Верховного Совета СССР (неопубликованным) от 5 апреля 1971 года «за выдающиеся трудовые успехи, достигнутые в выполнении заданий пятилетнего плана, выпуск продукции высокого качества и активное участие в создании новой техники» удостоен звания Героя Социалистического Труда с вручением ордена Ленина и золотой медали Серп и Молот.
Избирался делегатом XXIV съезда КПСС.
После выхода на пенсию проживал в Москве.
Скончался в 2000-х годах.
Награды
- Герой Социалистического Труда
- Орден Ленина
- Орден «Знак Почёта» (08.08.1966)